# جبل السرج
جبل السَرْج جبل كلسيّ يقع بوسط الجمهورية التونسية بولاية سليانة، بمعتمديّة سليانة الجنوبية، بضاحية سيدي حمادة، وعلى بعد 67 كم من مدينة القيروان، وفي منتصف الطّريق بين الوسلاتية وبرقو. يبلغ ارتفاعه 1357 م، وعرضه حوالي 5 كم، بينما يقارب طوله 20 كم.

يعتبر جبل السَرْج خامس جبال البلاد ارتفاعا بعد كلّ من جبل الشعانبي وجبل بيرانو وجبل لجرد وجبل سلوم بولاية القصرين، وحلقة من سلسلة الظّهير التونسي، وهي تسمية سلسلة جبال الأطلس في جزئها التّونسي.

يمثّل منحدره الشّمالي مستجمعا مائيّا لأهمّ الوديان الّتي تغذّي سدّ الأخماس.

يعود أصل تسميته إلى شكل قمّته الاستثنائيّ الّذي يشبه سرج دابّة. وقد حفّز هذا الشّكل مخيّلة السّكّان القريبين من الجبل عبر العصور، ممّا أوجد عديد الأساطير المتعلّقة بطريقة تشكّله!

أعلنت منطقة جبل السّرج حديقة وطنيّة بمقتضى الأمر الصّادر يوم 29 مارس 2010، وتمسح هذه المحميّة 1720 هكتارا.

ويعتبر هذا الجبل من أفضل المواقع لممارسة رياضة الاستغوار بتونس، إذ يحوي في جوفه عدّة مغارات أهمّها مغارة عين الذهب ومغارة المينة.